# 61 Virginis b

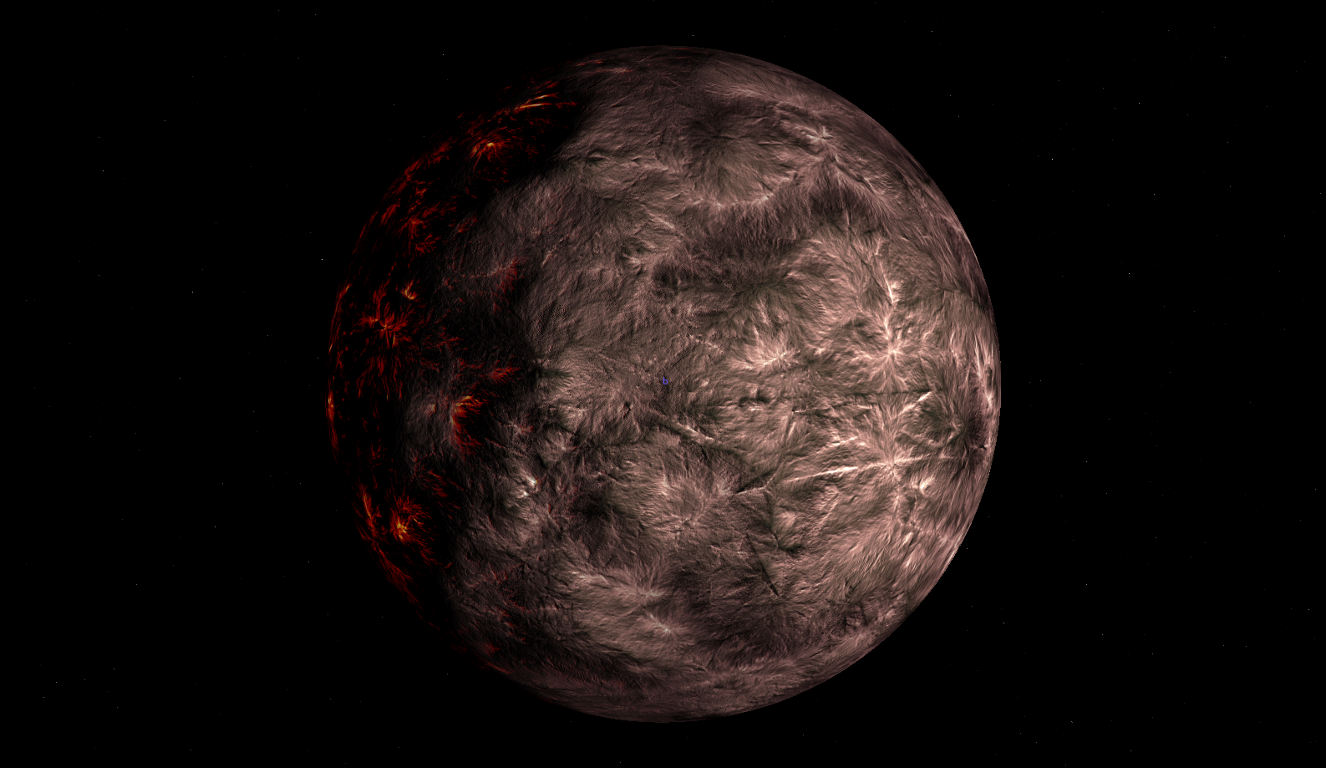
Concepção artística de 61 Virginis b

61 Virginis b (abreviadamente 61 Vir b) é um exoplaneta orbitando a estrela 61 Virginis, na constelação de Virgo. Este planeta tem uma massa mínima de 5.1 vezes a da Terra, sendo um exemplo de uma Super-Terra. Orbita muito próximo à sua estrela, a uma distância de 0.050201 UA com uma excentridade de 0.12. O planeta foi descoberto a 14 de dezembro de 2009 usando o método de velocidade radial através do Observatório W. M. Keck.